# Batracomorphus telamon
Batracomorphus telamon är en insektsart som beskrevs av Knight 1983. Batracomorphus telamon ingår i släktet Batracomorphus och familjen dvärgstritar. Inga underarter finns listade i Catalogue of Life.